# توماس جاكسون (منافس ألعاب قوى)
توماس جاكسون (بالإنجليزية: Thomas Jackson)‏ هو منافس ألعاب قوى أمريكي، ولد في 15 يناير 1884، وتوفي في 22 فبراير 1967.

## وصلات خارجية
- توماس جاكسون على موقع أوليمبيديا (الإنجليزية)